# پرچم اسرائیل
پرچم کشور اسرائیل (به عبری: דגל ישראל‎ Degel Yīsraʾel; به عربی: علم إسرائيل) در ۲۸ اکتبر ۱۹۴۸، پنج ماه پس از منشور استقلال اسرائیل به تصویب رسید. این شامل یک پس‌زمینه سفید با ستاره داوود آبی در مرکز و دو نوار افقی آبی در بالا و پایین است که طرح شال یهودیان تالیت (טַלִּית) را به یاد می‌آورد. قانون پرچم اسرائیل بیان می‌کند که اندازه‌های رسمی ۱۶۰ × ۲۲۰ سانتی‌متر است؛ بنابراین، نسبت‌های رسمی ۸:۱۱ است. انواع مختلف را می‌توان در طیف وسیعی از نسبت‌ها یافت که ۲:۳ رایج است.
رنگ آبی به عنوان «آبی آسمانی تیره» توصیف می‌شود، و از پرچمی به پرچم دیگر متفاوت است، از رنگ آبی خالص، گاهی تقریباً به تیره آبی سرمه ای، تا رنگ‌های حدود ۷۵ درصد به سمت فیروزه‌ای خالص و سایه‌های روشن مانند آبی بسیار روشن متغیر است. نسخه اولیه این پرچم در سال ۱۸۸۵ در راهپیمایی به مناسبت سومین سالگرد ریشون لتسیون به نمایش گذاشته شد. نسخه مشابهی برای جنبش صهیونیستی در سال ۱۸۹۱ طراحی شد. ستاره داوود (Magen David, מָגֵן דָּוִד)، یک نماد یهودی متعلق به اواخر سده‌های میانی پراگ، توسط نخستین کنگره صهیونیستی در سال ۱۸۹۷ پذیرفته شد.

## پرچم‌های قابل توجه

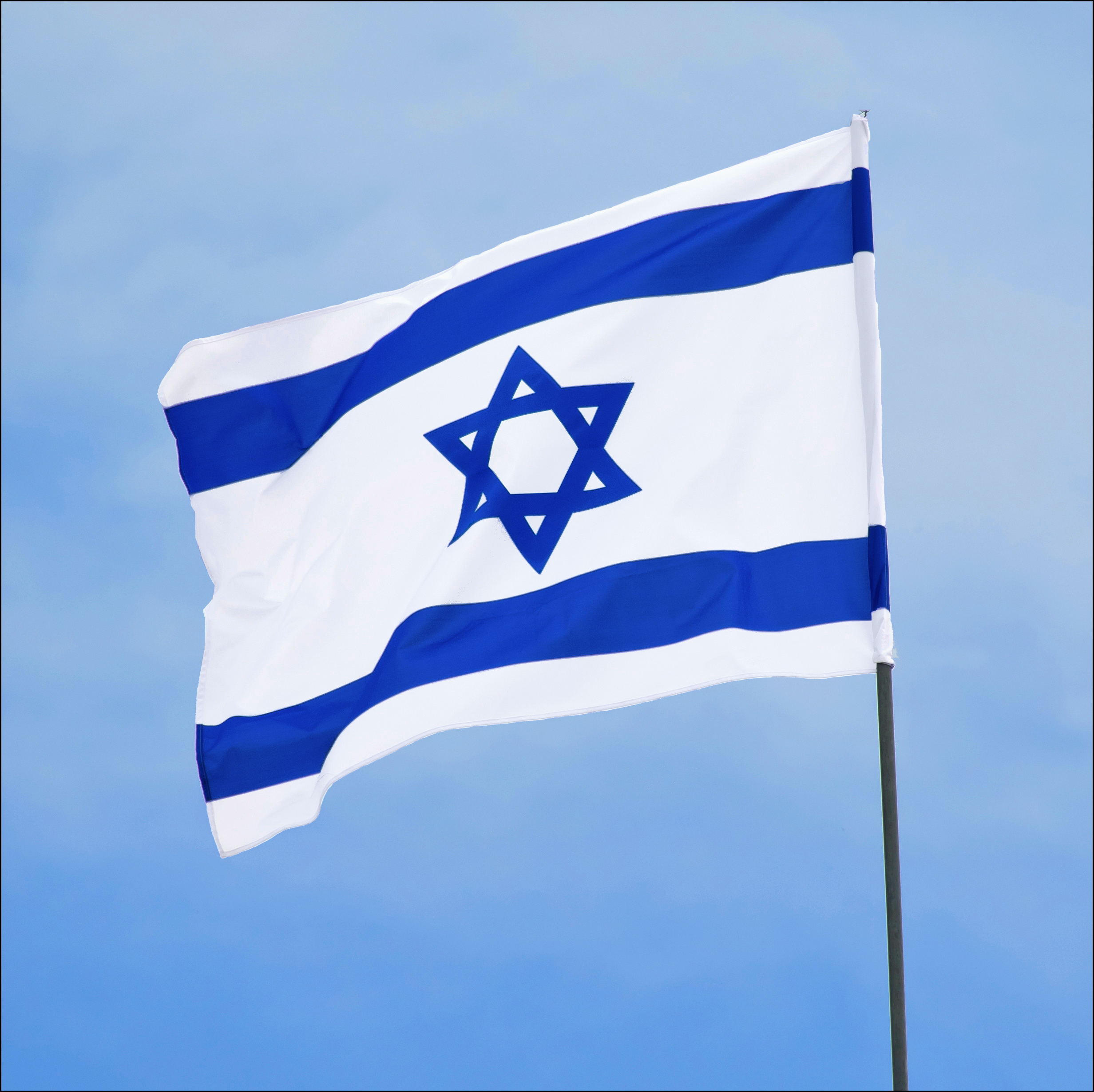
عکس مدرن که پرچم اسرائیل را نشان می‌دهد

- «پرچم جوهر» ۱۹۴۹، که در طول جنگ استقلال در نزدیکی ایلات امروزی برافراشته شد. برافراشتن این پرچم دست‌ساز بر روی یک میله توسط چند سرباز اسرائیلی در عکسی جاودانه شد که با عکس معروف پرچم ایالات متحده که بر فراز سوریباچی در جزیره ایوو جیما در سال ۱۹۴۵ برافراشته شده مقایسه شده است. مانند عکس دوم، پرچم جوهر بالا بردن به عنوان یادبود نیز تکثیر شده است.
- پرچم اسرائیل که در طول محاصره فورت بوداپست در طول جنگ یوم کیپور برافراشته بود و در حال حاضر در بنای یادبود سپاه زرهی اسرائیل در لطرون نگهداری می‌شود. فورت بوداپست تنها نقطه قوتی در امتداد خط بارلیف بود که در طول جنگ در دست اسرائیل باقی ماند.
- پرچم رکورد جهانی ۲۰۰۷ که در فرودگاهی در نزدیکی قلعه تاریخی کوهستانی مسعده رونمایی شد. این پرچم که در فیلیپین ساخته شده است، دارای ابعاد ۶۶۰ در ۱۰۰ متر (۲٬۱۷۰ در ۳۳۰ فوت) و وزن ۵٫۲ تن (۵٫۷ تن کوچک), شکستن رکورد قبلی که توسط نمایندگان کتاب رکوردهای گینس اندازه‌گیری و تأیید شده بود. این توسط کارآفرین فیلیپینی و مسیحی انجیلی گریس گالیندز-گوپانا به عنوان یک نشانه مذهبی و ژست دیپلماتیک حمایت از اسرائیل ساخته شد.[۳] در فیلیپین، کلیساها اغلب پرچم اسرائیل را به نمایش می‌گذارند.[۴] این رکورد از آن زمان تاکنون چندین بار پشت سر گذاشته شده است.[۵]